# Kuskusörn
Kuskusörn (Aquila gurneyi) är en fågel i familjen hökar inom ordningen hökfåglar. Den förekommer i östra Indonesien österut till Papua Nya Guinea. Arten är fåtalig och minskar i antal, varför den kategoriseras som nära hotad.

## Utseende och läte
Kuskusörn är en medelstor (66–86 cm) Aquila-örn med helt svartbrun fjäderdräkt, på tarserna något ljusare. Den har något kortare vingar, slankare ben och längre stjärt än sina släktingar. I flykten hålls vingarna plana. Arten liknar kilstjärtsörnen, men kuskusörnen har en lång och rundad stjärt, ej kilformad. Lätet beskrivs som en ljus fallande ton.

## Utbredning och systematik
Fågeln förekommer från Moluckerna till Nya Guinea, Papua Barat och Aruöarna. Den behandlas som monotypisk, det vill säga att den inte delas in i några underarter.

## Levnadssätt
Kuskusörnen ses kretsa över skogsområden i låglänta områden och lägre bergstrakter. Den kan även ses vid skogsbryn och intilliggande gräsmarker, ibland även i jordbruksbygd.

## Status
Kuskusörnen har ett litet bestånd uppskattat till endast mellan 2 500 och 10 000 vuxna individer. Den minskar i antal till följd av habitatförlust. Internationella naturvårdsunionen IUCN kategoriserar arten som nära hotad.

## Namn
Fågelns vetenskapliga artnamn hedrar John Henry Gurney (1819-1890), engelsk bankman, parlamentsledamot, ornitolog specialiserad på rovfåglar samt grundarmedlem av British Ornithologist's Union. Fram tills nyligen kallades den gurneyörn även på svenska, men justerades 2023 till ett enklare och mer informativt namn av BirdLife Sveriges taxonomikommitté.